# Dasychira batangensis
Dasychira batangensis är en fjärilsart som beskrevs av Collenette 1939. Dasychira batangensis ingår i släktet Dasychira och familjen tofsspinnare. Inga underarter finns listade i Catalogue of Life.